# Joseph Bruce Ismay
Joseph Bruce Ismay (Crosby, 12 de dezembro de 1862 – Londres, 15 de outubro de 1937) foi um empresário britânico, presidente da companhia de navios White Star Line. 
Filho de seu fundador Thomas Henry Ismay, Bruce Ismay viajou o mundo quando jovem, antes de começar a trabalhar na companhia de seu pai, a herdando em 1899. Em 1912, seu nome ganhou projeção internacional por ser o funcionário de mais alta patente da White Star a ter sobrevivido ao naufrágio do RMS Titanic, o que lhe rendeu severas críticas.

## Biografia
Joseph nasceu em Crosby, no noroeste da Inglaterra, em 1862. Era filho de Thomas Henry Ismay (1837-1899) e Margaret Bruce (1837–1907), filha de Luke Bruce, dono de vários navios. Thomas Ismay era sócio majoritário na empresa Ismay, Imrie and Company e fundador da White Star Line, que originalmente se chamava Oceanic Steam Navigation Company quando foi comprada por Ismay.
Joseph cursou o ensino básico na Inglaterra, mas passou um ano estudando na França. Foi aprendiz no escritório do pai por quatro anos e depois desse período resolveu viajar o mundo. Esteve em Nova Iorque como representante da White Star, eventualmente chegando ao cargo de agente da companhia. Joseph foi um dos membros do clube de futebol Liverpool Ramblers, em 1882.
Em 4 de dezembro de 1888, Joseph casou-se com Julia Florence Schieffelin (1867–1963), filha de George Richard Schieffelin e Julia Matilda Delaplaine, de Nova Iorque, com quem teve cinco filhos.
Em 1891, Joseph retornou com sua família para o Reino Unido, onde ele se tornou sócio na empresa do pai, a Ismay, Imrie and Company. Em 23 de novembro de 1899, Thomas Ismay faleceu e Joseph se torna o chefe dos negócios da família, algo em que era muito bom e a White Star cresceu substancialmente com sua liderança. Além de comandar sua linha de navios, ele também tinha várias outras empresas. Em 1901, ele entrou em contato com os americanos na esperança de criar uma conglomerado internacional de navios.
Três anos depois, a White Star foi vendida para a JP Morgan & Co., que formou a International Mercantile Marine Company, que controlava várias empresas subsidiárias do ramo naval. Em fevereiro de 1904, Ismay se tornou o presidente da IMM com o apoio de JP Morgan. A principal concorrente da White Star era a Cunard Line, que acabara de lançar dois navios, o RMS Lusitania e o RMS Mauretania, considerados duas maravilhas modernas na época e que já eram uma resposta da empresa ao SS Kaiser Wilhelm der Grosse e ao SS Deutschland ambos da Norddeutscher Lloyd e da Hamburg America Line, companhias navais alemãs..
Joseph já tinha construído quatro navios que superaram a construção do RMS Oceanic, de 1899: RMS Celtic, RMS Cedric, RMS Baltic e o RMS Adriatic, todos muito luxuosos, mas não tão rápidos. Para superar a concorrente, ele então mandou construir três navios igualmente luxuosos: RMS Olympic, o RMS Titanic e o RMS Britannic. Joseph Ismay supervisionou a construção das embarcações e esteve presente na viagem inaugural do RMS Olympic, em junho de 1911.

## RMSTitanic

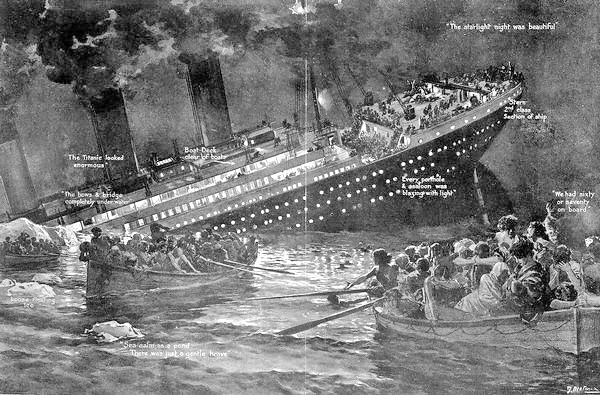
Ilustração do naufrágio do Titanic

Ismay queria atrair a classe alta e a aristocracia europeia em seus navios luxuosos, com grande capacidade de carga. Porém, em um ato controverso durante a construção dos primeiros navios da linha Olympic, ele autorizou a redução no número de bote salva-vidas de 48 para 16, o mínimo requisitado pela Junta Comercial.
Como aconteceu com o RMS Olympic, ele também estava na viagem inaugural do Titanic. Durante a viagem, ele teria conversado com o capitão Edward Smith ou com o engenheiro chefe Joseph Bell, talvez até mesmo com os dois, sobre a possibilidade de se realizar um teste de velocidade que fizesse o navio chegar um dia antes em Nova Iorque.
Na noite de 14 de abril de 1912, o Titanic colidiu com um iceberg a 643km ao sul dos Grandes Bancos. Logo ficou bastante claro que o navio afundaria antes que qualquer navio de resgate chegasse e que não havia botes salva-vidas para todos os passageiros à bordo. Enquanto a operação de resgate continuava, Joseph Ismay subiu o bote desmontável C, que foi lançado cerca de 20 minutos antes do navio afundar. Ele depois testemunhou que, nos momentos finais do Titanic, ele virou as costas, incapaz de olhar o fracasso de sua empreitada. O bote C foi resgatado pelo RMS Carpathia quatro horas depois.
Depois de ser resgatado pelo Carpathia, Ismay foi elvado até a cabine do médico da embarcação, Frank Mcgee. Do Carpathia, ele enviou um telegrama até o escritório da White Star, em Nova Iorque, avisando sobre o naufrágio do Titanic. Ele permaneceu na cabine do médico até chegar a Nova Iorque, sem comer nada e mantido sedado.
| “ | [Ismay] olhava para o vazio, tremendo como uma folha. Quando falei com ele, não prestou nenhuma atenção ao que eu disse. Nunca vi alguém tão destruído. | ” |

Quando chegou a Nova Iorque, ele foi recebido por Philip Franklin, vice-presidente da White Star. Logo após o naufrágio, Ismay começou a receber convocações para depôr diante de uma comissão do Senado, presidida pelo senador republicano William Alden Smith. Ele também deporia na comissão britânica sobre o naufrágio, presidida por John Bigham, 1.º Visconde Mersey, algumas semanas depois.

## Críticas

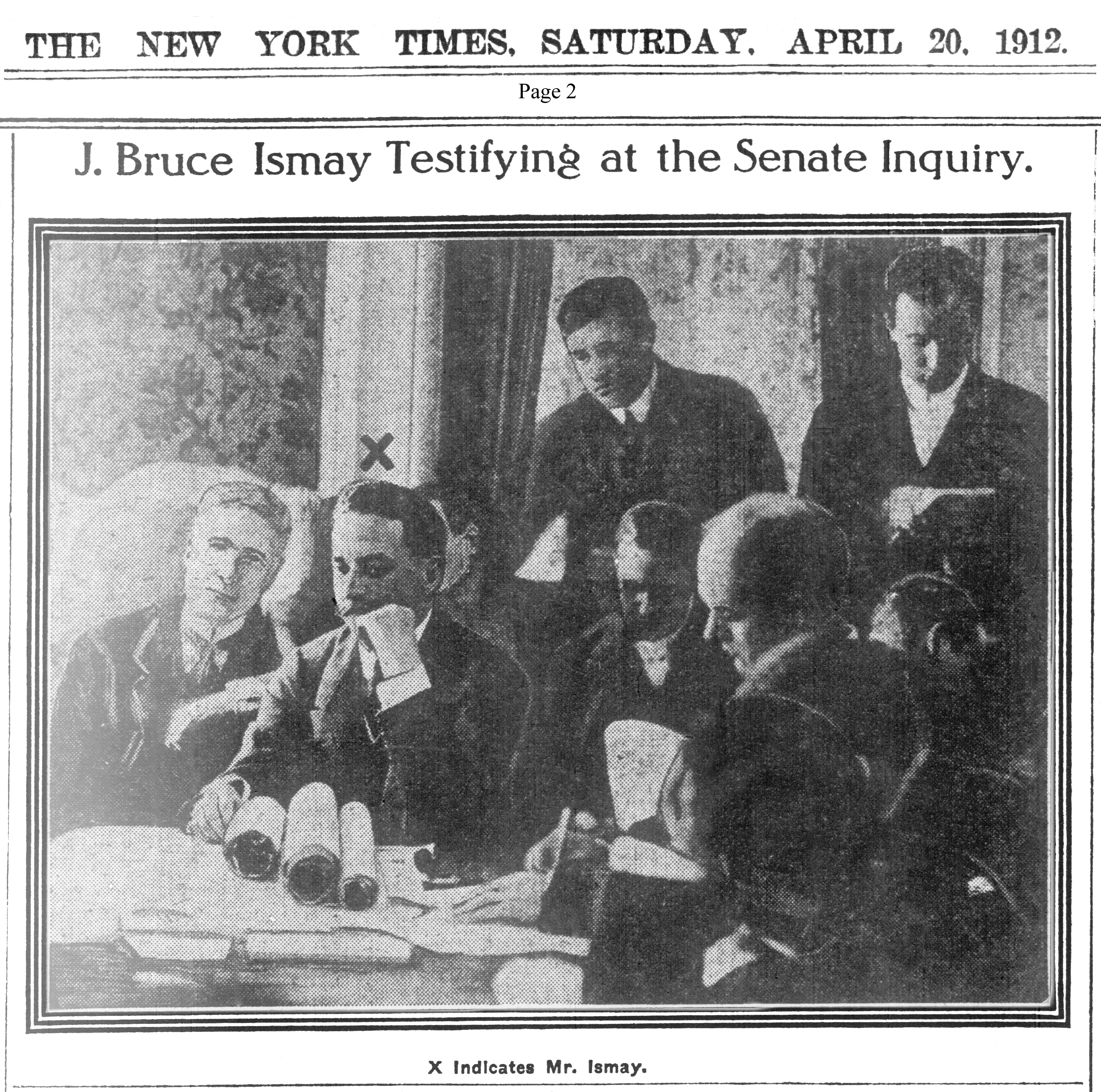
Ismay depondo no inquérito do Senado

Após o naufrágio, Ismay foi severamente criticado pelas imprensas britânica e norte-americana, que o chamavam de covarde por ter abandonado o navio com tantas pessoas ainda à bordo, enquanto enalteciam a figura do capitão Edward Smith, que permaneceu no Titanic e morreu no naufrágio. Para alguns, porém, Ismay teria seguido o princípio marítimo de "mulheres e crianças primeiro", ao ter ajudado muitas delas a embarcar nos botes e alguns membros da audiência britânica chegaram a defendê-lo na época dizendo que não havia mais ninguém para embarcar e o bote poderia levar mais uma pessoa.
Ismay estava ao lado do passageiro da primeira classe William Carter e ambos disseram que não havia mais mulheres e crianças ao redor para embarcar naquele bote específico. A credibilidade de Carter, porém, foi contestada por sua esposa, Lucile Carter, que pediria o divórcio em 1914 e testemunhou no inquérito oficial que Carter abandonou a família depois do naufrágio sem condições de se sustentar e que ele era um homem bruto e indigno.
Ismay renunciou ao seu cargo de presidente da International Mercantile Marine e da White Star, sendo sucedido por Harold Sanderson. Durante o inquérito do Senado norte-americano, ele disse que, a partir daquela data, todos os navios da IMM seriam equipados com botes salva-vidas suficientes para todos os passageiros. Com o fim do inquérito, Ismay e os tripulantes sobreviventes do Titanic retornaram à Inglaterra à bordo do RMS Adriatic.

## Controvérsia
Durante as investigações do naufrágio, alguns passageiros testemunharam que, durante a viagem, ouviram o Sr. Ismay pressionando o capitão Smith para aumentar a velocidade do Titanic para chegar um dia antes em Nova York e gerar propaganda sobre o navio. Porém, pesquisas feitas por historiadores como Paul Louden-Brown indicam que é improvável que ele tenha feito tal pedido e que os registros de Ismay não corroboram tal informação. Além disso, Ismay foi transformado em vilão do naufrágio nos Estados Unidos e hostilizado pela imprensa controlada por William Randolph Hearst, que não gostava de Ismay.
Todos os filmes e séries subsequentes acabaram por colocar Ismay no papel do vilão. Do filme nazista Titanic, de 1943, até o ganhador do Oscar de 1997, Titanic, de James Cameron e a minissérie de 2012, todos o colocam como um aristocrata racista e preconceituoso que teria condenado alguns tripulantes não ingleses à morte nos níveis inferiores do navio. Paul Louden-Brown tentou desafiar essa concepção de Ismay ao auxiliar Cameron no filme de 1997, mas o diretor disse que era algo que o público esperava ver.
O inquérito britânico sobre o naufrágio do Titanic, presidido por Lorde Bigham, em 1912, declarou que Ismay deve ter ajudado vários passageiros antes de sentar no bote salva-vidas.

## PósTitanic

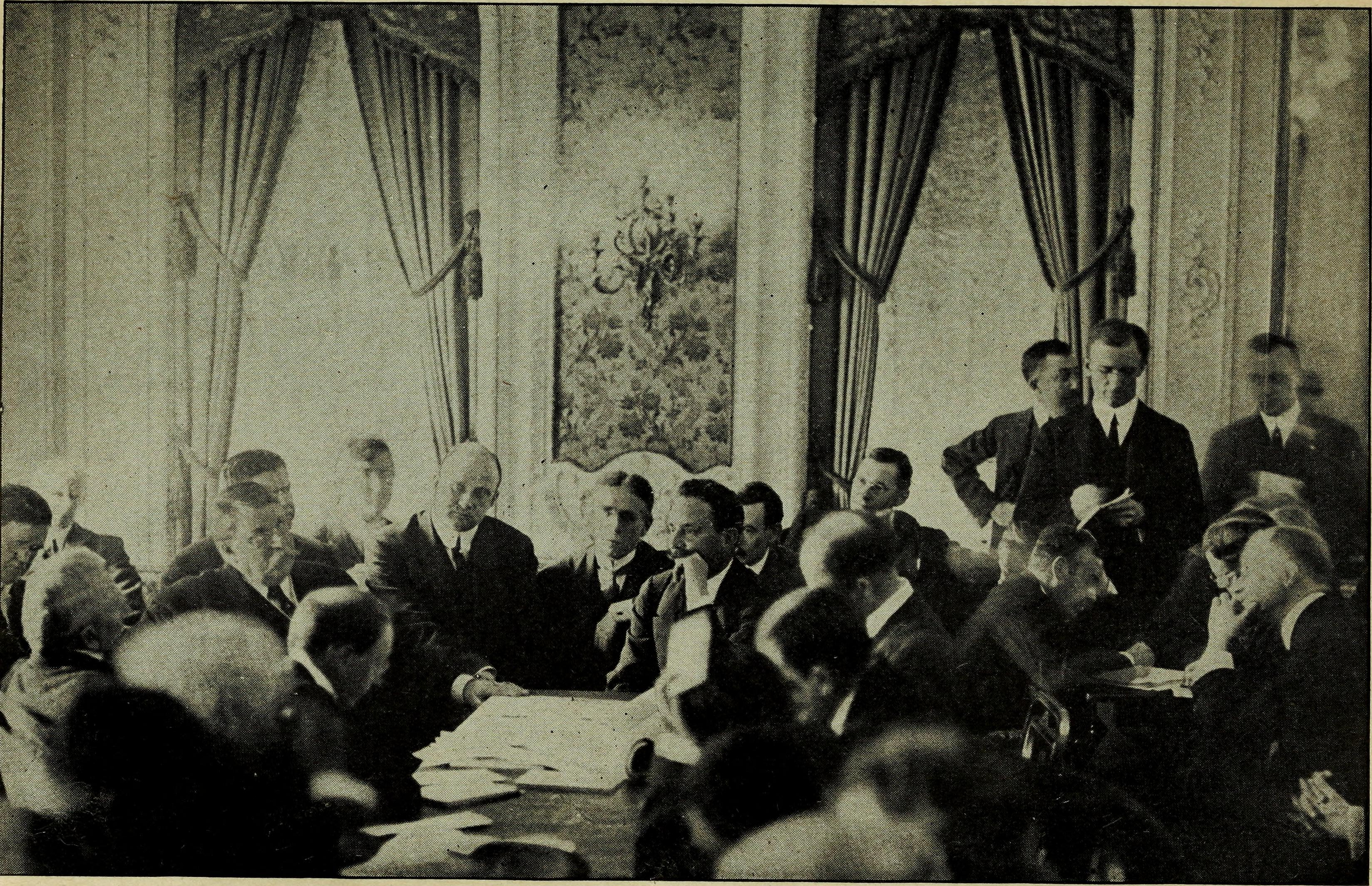
Ismay (com a mão no rosto) sendo questionado pelo Comitê de Investigação do Senado.

Ismay foi considerado inocente pela autoridade naval britânica, mas o desastre arruinou sua vida. Após o naufrágio ele ficou cada vez mais retraído e inseguro, jogando-o em um estado de depressão profunda da qual ele nunca se recuperou. Ismay manteve-se discreto após o naufrágio. Ele passava parte do ano em uma confortável residência de campo em Connemara, na Irlanda. Segundo Paul Louden-Brown, Ismay continuou ativo nos negócios navais e continuou trabalhando na seguradora fundada por seu pai, a Liverpool & London Steamship Protection & Indemnity Association Limited.
| “ | Centenas de milhares de libras foram pagas em seguros para os parentes de vítimas do Titanic; o tormento criado pelo desastre e suas consequências foram tratadas por Ismay e seus diretores com grande firmeza, apesar do fato de que ele poderia facilmente ter se esquivado de suas responsabilidades e renunciado ao conselho. Ele se empenhou na difícil tarefa e, durante seus 25 anos de presidência, dificilmente uma página das atas da empresa não continha alguma menção ao desastre do Titanic. | ” |

Seu interesse pelos negócios marítimos continuou após o naufrágio. Ele abriu uma escola de cadetes navais, chamada Mersey, para treinar oficiais da Marinha Mercante, doando £11.000 para um fundo voltado a marinheiros mortos ou desaparecidos e, em 1919, ele doou £25.000 para um fundo que reconhecia atuação dos oficiais da Marinha Mercante durante a Primeira Guerra Mundial.
Depois do naufrágio, sua esposa, Florence, fez de tudo para o assunto nunca mais fosse discutido em família. Sua neta, a historiadora e escritora Pauline Matarasso, disse que seu avô parecia um cadáver perto do fim da vida.
| “ | Tendo tido a infelicidade (pode-se dizer o equívoco) de sobreviver - um fato que ele reconheceu desesperadamente em algumas horas - ele se retirou em um silêncio no qual sua esposa se fez cúmplice - impondo-o ao círculo familiar e, assim, garantindo que o assunto Titanic fosse congelado de forma tão eficaz quanto os corpos recuperados do mar. | ” |

Ismay se tornou um homem solitário, passando os verões em sua casa em Connemara, pescando. Em Londres, ele ia sozinho a concertos no St George's Hall ou ia ao cinema, às vezes passeando por horas, sozinho, pelas ruas da cidade. Segundo amigos da família, a sombra do Titanic atormentava cada pensamento de Ismay, que repassava o naufrágio, pensando em como ele poderia ter sido evitado. No Natal de 1936, menos de um ano antes de sua morte, um de seus netos soube que ele esteve envolvido em negócios marítimos e perguntou se ele, alguma vez, esteve em um naufrágio. Ele teria respondido que uma vez ele esteve à bordo de um navio que era inafundável.

## Morte
| “ | Inscrição na lápide: Aos que se lançam ao mar em navios e ocupam seus negócios em grandes águas esses homens vêem as obras do Senhor e Suas maravilhas nas profundezas. Em glória a Deus e em memória de Bruce Ismay morto em 17 de out. de 1937 e sua esposa Julia Florence Ismay morta em 31 de dez. de 1963 | ” |

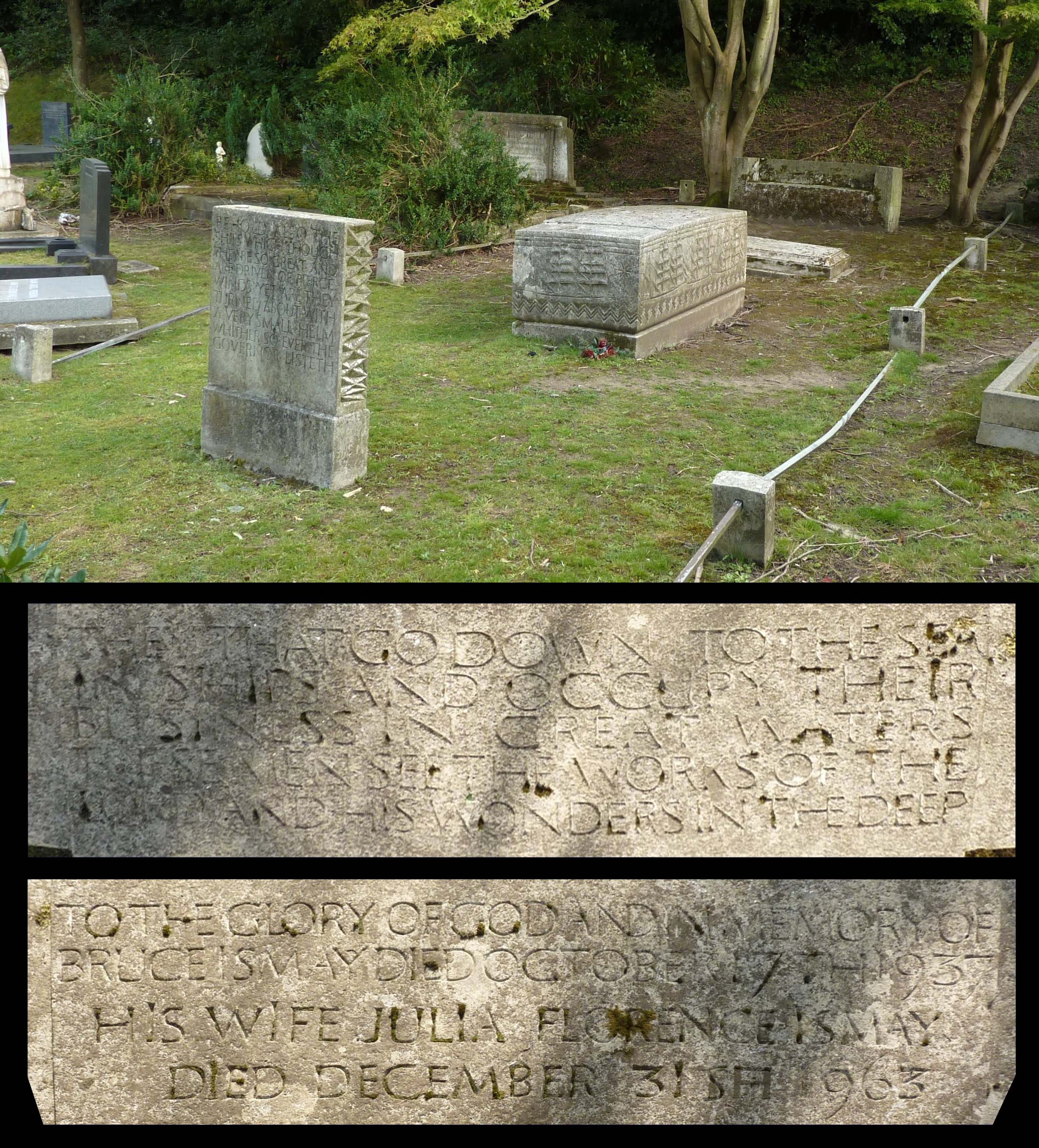
Túmulo da família Ismay, no Cemitério Putney Vale, Londres (2014)

A saúde de Ismay declinou muito nos anos 1930 devido à diabetes, que piorou muito em 1936, quando a doença levou à amputação de sua perna direita abaixo do joelho. Confinado à uma cadeira de rodas, ele tinha dificuldades de locomoção. Na manhã de 14 de outubro de 1937, Ismay caiu da cama em sua casa em Londres, após sofrer um AVC que o deixou inconciente, cego e mudo.
Ismay morreu três dias depois, em 17 de outubro de 1937, aos 74 anos. O funeral foi na Catedral de St Paul's, em Knightsbridge, em 21 de outubro e ele foi sepultado no Cemitério Putney Vale, em Londres.
Sua família herdou uma fortuna considerável de £693.305 (£41.520.000 em 2019). Após sua morte, sua esposa Florence renunciou à sua cidadania britânica para recuperar sua cidadania norte-americana, em 14 de novembro de 1949. Julia Florence Ismay faleceu em 31 de dezembro de 1963, aos 96 anos, em Kensington.

## Representações
- Ernst Fritz Fürbringer (1943) (Titanic)
- Lowell Gilmore (1955) (You Are There) The Sinking of the Titanic (episódio de TV, 22 de maio de 1955)
- Frank Lawton (1958) (A Night to Remember)
- Ian Holm (1979) (S.O.S. Titanic) (filme para TV)
- Sam Chew, Jr. (1982) (Voyagers!) (Voyagers of the Titanic)
- Roger Rees (1996) (Titanic) (minissérie para TV)
- Jonathan Hyde (1997) (Titanic) (Film)
- David Garrison (1997) (Titanic) (musical da Broadway)
- David Haines (2006) (Titanic) (musical da Broadway)
- Eric Braeden (1999) (The Titanic Chronicles) (documentário para TV)
- Ken Marschall (2003) (Ghosts of the Abyss) (documentário para TV)
- Christopher Wright (2005) (Titanic: Birth of a Legend) (documentário para TV)
- Mark Tandy (2008) (The Unsinkable Titanic) (documentário para TV)
- Christopher Villiers (2011) (The Curiosity: What Sank Titanic?) (série para TV)
- James Wilby (2012) (Titanic) (série para TV/4 episódios)
- Gray O'Brien (2012) (Titanic: Blood and Steel) (série para TV/12 episódios)
- Julien Ball (2012) (Iceberg – Right Ahead!) (peça de teatro)
- Michael Maloney (2012) (Sherlock Holmes: The Adventure of the Perfidious Mariner) (áudio play)
- Derek Mahon ("After the Titanic") (poema)